# Vienenburg
Vienenburg er en tidligere selvstændig by i Landkreis Goslar, i den tyske delstat Niedersachsen, der 1. januar 2014, sammen med resten af kommunen, blev indlemmet i byen Goslar. Den ligger ved nordenden af mittelgebirgekæden Harzen, ved floden Oker, omkring 10 km nordøst for Goslar. Andre nabokommuner er Bad Harzburg mod syd, og Schladen mod nord.
Kommunen bestod før sammenlægningen af byen Vienenburg og de omliggende landsbyer Immenrode, Lengde, Weddingen, Lochtum og Wiedelah.